# 자전거 경기
자전거 경기는 자전거를 타고 서로 겨루는 운동 경기이다.  도로 자전거 경기, 사이클로크로스, 산악자전거 경기, 트랙경기, BMX, 자전거 트라이얼, 자전거 스피드웨이 등 여러 가지 종류가 있다. 경륜은 올림픽 스포츠 종목이다. 국제 자전거 경기 연합(UCI)이 국제 자전거 경기 및 대회를 주관한다.

## 개요
모든 자전거 경기에는 두 개의 삼각형 형태를 가진 다이아몬드 모양의 프레임을 쓰는데 이는 주로 철합금(Cr-Mo를 포함한), 알루미늄, 탄소섬유 등으로 만들어져있다. 이와 달리 또다른 형식의 자전거는 리컴번트인데 이것은 자전거를 타는 사람이 뒤로 누워 앉고 다리를 수평으로 하여 타는 자전거이다. 이러한 몸의 자세로 인해 공기저항을 덜 받게 된다. 주창자들은 팔목에 하중이 없는 이자세가 더 편안하다고 주장하고 있다. 리컴번트는 공기역학적인 디자인을 한 자전거이며 이런 자전거를 이용하여 세계 속도 기록을 수립하였다.
자전거 경기는 유럽을 중심으로 전 세계인이 즐기는 운동종목이다. 자전거 경기에 가장 열성적인 나라로는 이탈리아, 스페인, 벨기에, 독일, 덴마크, 프랑스, 네덜란드, 스위스 등이며 미국, 호주, 룩셈부르크와 영국 등도 세계적인 지위를 가지고 있다.

## 역사
최초의 자전거 경기는 1868년 5월 31일에 파리의 파크 드 상클로에서 열린 1,200미터 경주였다. 우승자는 국외에 살던 영국인 제임스 모어로 쇠로 만든 타이어를 쓰는 목재 자전거를 사용하였다. 이 기계는 영국의 캠브리지셔의 일라이에 있는 박물관에 전시되어있다.
국제 자전거 경기 연합은 벨기에, 미국, 프랑스, 이탈리아, 스위스 등의 나라에 의해 1900년 4월 14일 창립되었는데, 영국과의 분쟁과 여러 문제등으로 인하여 1892년 창립되었던 국제자전거협회를 대체하게 되었다.

## UCI - 국제사이클연맹(Union Cyclitse Internationale)
1900년 창설된 이래 각 대륙사이클연맹과 협조 하에 사이클의 발전에 많은 이바지를 해 왔다. 세계선수권대회 및 주니어 선수권대회, 월드컵대회, 올림픽대회 등을 개최하는데 주된 활동을 한다. UCI의 주요 임무는 각 국가연맹 및 관련 주요 단체들과 협조를 통하여 사이클 모든 분야에 있어 차별 없이 발전 및 증진시키는데 그 목적을 둔다.
여기서 말하는 사이클 모든 분야는 경기로서의 스포츠 측면, 여행 및 여가활동을 통한 건강 형성 측면, 마지막으로 현대사회의 이동수단 문제를 해결하는데 일조하기 위한 경제학, 생태학 및 환경 친화적인 의미의 교통수단 측면을 말한다. UCI는 세계사이클센터(WCC)를 2002년 1월 열어, 후진국에 사이클 지식과 기술, 그리고 훈련장소를 제공하는 등 사이클의 세계화를 위해 계속적인 노력을 한다.

## 경기 종류

### 도로 자전거 경기
도로 자전거 경기는 일반적으로 봄부터 가을까지 개최된다. 선수들중의 많은 사람들은 호주 등에서 겨울 훈련을 하거나 경기를 한다. 직업적인 경기에는 투르 드 프랑스, 지로 드이탈리아, 부엘타 아 에스파냐 등의 몇 주 내내 지속되는 “그랜드 투어” 스테이지 경기 뿐아니라 론데 반 플라데른과 밀란-산레모의 하루짜리 “클래식” 등이 있다. 미국싸이클링협회에서 인가한 당일 경기 중 가장 거리가 긴 도로경기는 유타의 로건부터 와이오밍주의 잭슨까지 332km를 달리는 로토자 대회이다. 크라이터리엄(짧게는 크릿이라 부름)은 북미주에서 가장 인기있는 도로 경기 방식이다. 벨기에에서는 커미스라는 경기방식이 인기가 많은데 이는 대략 120km이상의 거리를 주행하는 일일 대회이다. 모든 경기자가 동시에 출발하는 도로 경기와 마찬가지로 개인별 타임 트라이얼과 팀 타임 트라이얼 또한 도로 주행용 코스에서 이루어진다.

### 사이클로크로스
사이클로크로스는 추운 계절중에 훈련을 다변화시킬 목적으로, 비시즌 동안의 도로경기 선수들을 위한 스포츠로 시작되었다. 이 경기는 주로 가을과 겨울에 개최되며(월드컵 시즌은 9월~1월) 2~3 km 코스를 여러차례 돌게 되는데, 경기 코스는 자전거에서 내려 들고 뛰다가 다시 타야되는 장애물, 경사가 심한 언덕, 잔디, 숲이 우거진 비포장길, 포장도로 등으로 이루어져있다. 연장자 부문의 경기는 조건에 따라 다르 지만 대개 30분에서 한 시간 사이의 거리를 달리게 된다. 이 스포츠는 벨기에(특히 플란더스 지역)과 프랑스와 같은 전통적인 도로 경기가 성한 국가에서 강세를 보인다.

### 산악 자전거 경기
산악 자전거 경기는 상대적으로 새로운 경기로 1990년대에 활성화되었다. 산악자전거 경기는 비포장도로에서 열리므로 어느 정도의 기술적인 라이딩이 필요하다. 여러 가지 다양한 형태가 있는데, 주된 경기는 크로스컨트리와 다운힐 경기 등이며, 4X(포 크로스)라 불리는 경기가 있다. 산악자전거 경기는 홈이 깊게 파인 울통불퉁한 타이어를 쓴다.

### 트랙 경기
트랙 경기는 경사진 트랙 즉 벨로드롬에서 하게 된다. 트랙은 타원형인데 양끝이 안쪽으로 45도씩 경사져 있다. 트랙의 국제 표준 길이는 333.33m이다. 도로 경기장은 각 대회에 따라 별도로 정한다. 대회의 종류는 다양하며 개인 및 팀 추발, 이인(2명) 스프린트, 다양한 그룹출발 경기 등이다.
선수는 브레이크나 프리휠이 장착되지 않은 전용 트랙 자전거를 사용하므로, 변속기어가 없고, 기어와 바퀴 축이 고정된 고정기어이며 브레이크는 없기 때문에 자전거의 속도를 늦추거나 멈추려면 페달에 역방향으로 힘을 주거나, 페달을 멈춰버리는 방법을 사용(스키딩 이라고 함)해서 멈추어야 한다.
- 타임 트라이얼: 독주 경기로, 1000m를 달려서 시간이 가장 빠른 선수가 이긴다.
- 스프린트 레이스: 이 종목의 특징은 타임 트라이얼처럼 모든 코스를 계시하지 않고 마지막 200m 지점에서 스퍼트하여 결승점까지의 속도를 계시하여 순위를 결정한다.
- 탠덤 레이스: 2인승 스프린트 경기로, 3회 레이스에 2-3량의 탠덤이 출전하고 마지막 200m의 계시에서 순위가 결정한다.
- 개인 추발경기: 2명의 선수가 홈스트레치와 백스트레치에서 동시에 출발하여 서로 상대방을 추월한다. 상대 선수를 따라잡거나 결승점에 먼저 들어온 선수가 이기는데 올림픽·세계선수권대회는 4000m 경기이다.
- 단체 추발경기: 4명이 한 조를 이루며 3번 주자가 1, 2, 4번 주자를 규정된 장소에서 앞지르거나 최단 시간으로 달렸을 때 그 팀이 이긴다. 4000m 경기이다.
- 도로 경기: 개인 경기와 단체 경기가 있다. 올림픽 여자 종목은 70km를 달린다.
- 개인 경기: 여러 명의 선수가 일제히 출발, 150-200km의 도로를 달려 결승선에 먼저 도달한 차례대로 순위가 결정된다.
- 단체 경기: 4명의 선수가 1팀으로 각 팀마다 4명씩 함께 달리는데, 그 팀의 세 번째 선수가 들어온 시간을 비교해 순위를 결정한다. 100 km 경기이다.
- 산악자전거 경기: 울퉁불퉁한 턱과 급회전이 많은 트랙이나 야외에서 벌이며 모터크로스 경기라고도 한다. 자전거는 회전할 때 미끄러지지 않도록 자전거의 작은 바퀴에 넓은 타이어를 단다. 젊은이들 사이에 인기가 높은 경기이며 산악자전거는 레저 스포츠용으로도 많이 이용된다.

#### 자전거
트랙 경기용 자전거는 일정한 규격만 맞으면 어떤 종류든 관계없이 사용할 수 있다.
1. 인력만으로 작동되는 것으로 공기 저항을 줄이기 위한 장치가 없을 것.
2. 자전거의 무게는 6.8kg 이상이어야 한다.
3. 크랭크 축과 지표와의 거리는 23–30 cm.
4. 안장의 앞끝쇠와 크랭크 축과의 거리는 12 cm 이하.
5. 크랭크 축과 앞바퀴 축과의 거리는 50 cm 이상.
6. 안정의 길이는 최소 24cm, 최대 30cm이며, 5mm의 공차를 허용한다.

### BMX
BMX는 전용 비포장 코스(때론 포장과 비포장 부분이 섞여있기도 함)를 사용한다. BMX는 전용으로 제작된 한바퀴짜리 비포장 트랙에서 실시되는 스프린트 경기로 대개 일단 기어를 장착한 자전거가 쓰인다. 선수들은 경사가 진 코너가 있고 오르락 내리락 하며 점프할 수 있게 설계한 전용트랙을 돌게 된다.

### 트라이얼
자전거 트라이얼은 선수가 자연지형물 또는 인공 장애물을 발을 땅에 대지 않고 통과를 하는 스포츠로 모터사이클 트라이얼과 비슷하다. 한발을 땅에 짚으면 1점이 감점되고 양발이 모두 땅에 닿으면 실격처리되며 감점이 6점부터는 실격처리된다. 가장 감점이 낮은 선수가 우승하며 동일한 경우 정해진 더 빨리 클리어 한 선수가 이긴다.

### 스피드웨이
자전거 스피드웨이는 대개 70~90m의 야외 비포장 트랙에서 겨루는 자전거 경기이다.

### 기타
모터-진행 경주와 케이린은 자전거 선수가 모터사이클 뒤를 따라 달리는 자전거 경기이다.

## 같이 보기
- 경륜(올림픽 종목)
- 도로 자전거 경기
- 자전거
- 올림픽

1. ↑  “Home” (영국 영어). 2025년 3월 20일에 확인함.